# Többségi bónusz
A többségi bónusz rendszer (MBS) a félarányos képviselet egyik formája, egy vegyes választási rendszer. Jellemző eleme vagy egy többségi bónusz (majority bonusz) vagy egy többségi főnyeremény (majority jackpot), amely a kormány stabilitásának biztosítása érdekében többlethelyet vagy képviseletet biztosít egy választott testületben a legtöbb szavazatot kapott pártnak vagy a csatlakozott pártoknak. A többségi bónusz fogalma nem összekeverendő az úgynevezett győzteskompenzációval.
Jelenleg Görögországban  és San Marinóban használják, korábban pedig 2006 és 2013 között Olaszországban használták.
Argentínában Santa Fe, Chubut és Entre Ríos tartományok képviselőházában használják.

## Történelem
Benito Mussolini volt az első politikus, aki törvényt hozott arról, hogy a győztes párt automatikusan mandátumot kapjon, és ezzel biztosította győzelmét az 1924-es olaszországi választásokon. Az 1953-as általános választásokra újra bevezették a rendszer módosított változatát, amelyben a szavazatok abszolút többségét megszerző parlamenti koalíció a parlamenti helyek kétharmadát kapja. A választásokon a kereszténydemokraták vezette koalíció eredménye kicsivel elmaradt ettől a többségtől, és az 1958-as választások előtt felszámolták a rendszert. A többségi bónusz rendszert az 1950-es években az olasz helyhatósági választásokon használták, és az 1993-as helyhatósági, 2006-os országos választásokon pedig újra bevezették a scorporo vegyes rendszer helyére. A 2013-as olaszországi választásokon a Demokrata Párt 8 644 523 szavazatával 292 mandátumot szerzett a képviselőházban, így 29 604 preferenciára volt szüksége egy mandátum megszerzéséhez. Legfőbb ellenfele, a Szabadság Népe 97 mandátumot szerzett 7 332 972 szavazattal, így egyetlen mandátumhoz 75 597 szavazat kellett. Az Olaszországban 2006 és 2013 között alkalmazott rendszert, amely a legnagyobb párt szavazati százalékától függetlenül osztja ki a főnyereményt, az olasz alkotmánybíróság alkotmányellenesnek ítélte.
A többségi bónusz rendszerek egyes formáit más európai országok is bevezették, például Görögország 2004-ben és San Marino nemzeti szinten, valamint Franciaország a regionális és helyhatósági választásokon.

## Működése
Bármilyen, a pártlistás arányos képviseletben alkalmazott mechanizmuson alapulhat, de a D'Hondt-módszer a legvalószínűbb, mivel ez szavazatok arányának pontos sorrendjében osztja ki a mandátumokat.
Alapvetően a többségi bónusz rendszernek két különböző formája van, egyértelműen eltérő politikai eredményekkel:
- A "bónusz" rendszer meghatározott számú további mandátumot ad a nyertes párthoz vagy szövetséghez. A görög parlamentben, ahol ezt néha megerősített arányosságnak is nevezik, a képviselői helyek hatoda a győztes párt számára van fenntartva plusz helyként. A szicíliai regionális gyűlésben a képviselői helyek tizedét a győztes koalíció kapja az arányosan kiosztott helyek mellett.
- A "főnyeremény" (jackpot) rendszer biztosítja, hogy a győztes párt vagy szövetség összesen legalább bizonyos fix számú mandátumhoz jusson, azáltal, hogy megadja azt, bármennyi további mandátum szükséges. A San Marinói parlamentben a többségi szövetség a 60 mandátumból legalább a 35-öt megszerezte. [4] Ha a győztes(ek) csak 31 helyet értek el a második forduló után, a győztesek 4 bónusz helye levonásra kerül a D'Hondt módszerrel rangsorolt leggyengébb kisebbségi helyekből, ha pedig kevesebbet, második fordulóra kerül sor.

A "főnyeremény" típusú rendszer fix számú (minimális) helyet biztosít a nyertesnek, míg a "bónusz" tíőusú rendszer fix számú helyet ad hozzá.

## Fordítás
- Ez a szócikk részben vagy egészben  a   Majority bonus system című angol Wikipédia-szócikk ezen változatának fordításán alapul.  Az eredeti cikk szerkesztőit annak laptörténete sorolja fel. Ez a jelzés csupán a megfogalmazás eredetét és a szerzői jogokat jelzi, nem szolgál a cikkben szereplő információk forrásmegjelöléseként.